# Браилов (шхуна, 1773)
«Браилов» или «Берислав» — парусная шхуна Дунайской, а затем Азовской флотилий Российской империи, находившаяся в составе флота с 1773 по 1775 год, одна из четырёх шхун типа «Победослав Дунайский» или «Измаил». Во время службы принимала участие в русско-турецкой войне 1768—1774 годов, 30 января (10 февраля) 1775 года разбилась в устье Днестра в районе Аккермана.

## Описание судна
Парусная деревянная шхуна, одна из четырёх шхун типа «Победослав Дунайский» или «Измаил», построенных по чертежам адмирала Ч. Ноульса. Длина шхуны составляла 27,5 метра, ширина — 7,5 метра, осадка — 3,4 метра. По сведениям из одних источников первоначальное вооружение судна составляли двенадцать 12-фунтовых пушек, которые после перевооружения в 1784 году были заменены на восемнадцать 6-фунтовых пушек, по другим сведениям вооружение состояло из двух 8-фунтовых, четырёх 4-фунтовых и шести 3-фунтовых пушек. Экипаж шхуны состоял из 181 человека.
Название получила в память о взятии русскими войсками турецкой крепости Браилов 10 (21) ноября 1770 года, однако в некоторых источниках шхуна упоминается как «Берислав».

## История службы
Шхуна «Браилов» была заложена на верфи в устье Дуная 6 (17) июня 1772 года и после спуска на воду 14 (25) апреля 1773 года вошла в состав Дунайской флотилии России. Шхуна строилась по чертежам адмирала Ч. Ноульса, строительством руководил обер-интендант Главной интендантской экспедиции Адмиралтейской коллегии М. И. Рябинин.
Принимала участие в русско-турецкой войне 1768—1774 годов. С мая по июнь 1773 года в составе отряда капитана 2-го ранга П. В. Третьякова выходила для испытания мореходных качеств в Чёрное море до острова Фидониси и в крейсерские плавания в то же море с целью преграждения доступа турецких судов в устье Дуная. По итогам кампании 1773 года по заключению командира отряда все четыре шхуны хоть и были удобны для морских плаваний, но требовали устранения течей и перевооружения 12-фунтовыми орудиями. В ноябре 1774 года в составе Дунайской флотилии, состоявшей из шести судов, под общим командованием капитана бригадирского ранга графа Билана вышла из Измаила для перехода в Керчь, но из-за шторма вынуждена была уйти в Очаков.
В связи с отсутствием командира на борту 19 (30) января 1775 года находилась на Очаковском рейде под управлением штурмана К. Редебски, ночью была льдами сорвана с якоря и унесена в море. До 30 января (10 февраля) шхуну носило в открытом море, пока не прибило к устью Днестра у Аккермана и не выбросило на мель. Шхуна была полностью разбита волнами, однако экипажу во время кораблекрушения удалось спастись в полном составе.

## Командиры шхуны
Командирами парусной шхуны «Браилов» в составе Российского императорского флота в разное время служили:
- лейтенант Г. Глотов (1773 год)[13];
- лейтенант[комм. 5] И. Ф. Шахов (с ноября 1774 года до января 1775 года)[15];
- штурман К. Редебска (с января 1775 года до 30 января (10 февраля) 1775 года)[6].